# Prix Eugène-Étienne
Le prix Eugène-Étienne est un ancien prix littéraire français annuel de l’Académie des sciences d’outre-mer, décerné de 1934 à 1993.
Eugène Étienne, est un homme politique français, né le 15 décembre 1844 à Oran (Algérie) et mort le 13 mai 1921 à Paris. 

## Liste des lauréats
- 1934 : H. Folley et Georges Girard pour l’ensemble de leur œuvre[2].
- 1935 : Marcel Léger, premier directeur de l'Institut Pasteur à Dakar. Décerné à titre posthume pour l’ensemble de son œuvre[3].
- 1937 : Docteur Gustave Martin, fondateur de l’Institut Pasteur à Brazzaville[4].
- 1950 : François Blanc (1899-1979) et Fred Siguier pour l’ensemble de leurs travaux de médecine exotique[5].
- 1951 : Raoul Follereau pour la création du village de lépreux d’Adzopé (Côte d’Ivoire).
- 1953 : Roland Villot (1908-1967) pour son action sociale[6].
- 1957 : Léproserie des Saint Anges de Ouidah.
- 1958 : Francis Borrey (1904-1976) pour son action sociale.
- 1961 : Pr Camain pour ses travaux.
- 1963 : J. Hamon pour l’ensemble de ses travaux.
- 1971 : Yvonne Turin (1921-2010) pour Affrontements culturels dans l’Algérie coloniale : écoles, médecines, religion, 1830-1880[7].
- 1974 : Jean-Louis Goarnisson pour son œuvre exceptionnelle accomplie en Haute-Volta[7].
- 1977 : Rolande Borrelly (1942-....) pour L’économie du paludisme : essai sur l’économie de la santé.
- 1978 : Ibrahim Sow pour Psychiatrie dynamique africaine.
- 1979 : Maurice Payet (1908-1993) et Jean-Pierre Coulaud pour Les maladies d’importation.
- 1980 :
  - Léon Lapeyssonnie pour Des épidémies.
  - Pierre Pène pour Santé et médecine en Afrique tropicale.
- 1981 : Pierre Huard et Jacques Lapierre (1923-2010) pour Médecine et santé publique dans le Tiers monde.
- 1982 : Sillages et feux de brousse : « Mari transve mare hominibus semper prodesse »[8].
- 1983 : Élisabeth de la Trinité (sœur Blanche) pour Une femme missionnaire en Afrique[9].
- 1984 : Fernand Merle pour Un voyage au long cours : les aventures d’un médecin outre-mer[10].
- 1985 : Claire Constant pour Infirmière de la dernière chance : 300 jours en Afghanistan.
- 1986 :
  - Danielle Domergue-Cloarec pour Politique coloniale française et réalités coloniales : la santé en Côte d’Ivoire, 1905-1958.
  - Henri Hubert Mollaret (1923-2008) et Jacqueline Brossolet (1926-1999) pour Alexandre Yersin ou le vainqueur de la peste.
- 1987 : Michel Erlich pour La femme blessée.
- 1990 : Monique Brossard-Le Grand pour Zem Zem : mon enfant d’Éthiopie.
- 1993 : Jean-Luc Verselin pour Les toubibs sahariens : l’œuvre des médecins militaires français dans le Sud algérien, 1902-1976[11].